# Tiffany Stratton
Jessica Lynn Woynilko (Prior Lake, 1 de maio de 1999) é uma lutadora profissional americana, fisiculturista e ex-ginasta. Ela trabalha atualmente para a WWE, onde atua na marca SmackDown, sob o nome de ringue Tiffany Stratton e é a atual campeã feminina da WWE em seu primeiro reinado. Ela foi uma vez campeã feminina do NXT, e é uma ex-detentora do contrato da luta Money in the Bank feminina.
Após vencer campeonatos de levantamento de peso e fisiculturismo, os pais de Woynilko queriam que ela se tornasse uma lutadora profissional e a treinaram com Greg Gagne. Ela assinou com a WWE em agosto de 2021 e fez sua estreia em novembro, adotando o personagem de uma mulher glamorosa. Enquanto estava na marca de desenvolvimento NXT, ela conquistou o Campeonato Feminino do NXT uma vez. Ela foi promovida ao plantel principal no SmackDown em fevereiro de 2024.

## Início de vida
Jessica Woynilko nasceu em 1º de maio de 1999. Ela se formou na Universidade de St. Catherine em 2019. Praticou ginástica por vários anos. Antes de tentar entrar na WWE, a mãe de Woynilko conectou Greg Gagne, um ex-lutador mais conhecido por seu tempo na American Wrestling Association (AWA), para treinar Woynilko.

## Carreira na luta livre profissional

### WWE

#### NXT (2021–2024)
Em 30 de agosto de 2021, Woynilko foi a única mulher anunciada em um novo grupo de recrutas que se juntaria ao WWE Performance Center para trabalhar na WWE como lutadora profissional. Durante as gravações de um episódio de 16 de novembro do 205 Live, ela fez sua estreia na luta profissional sob o nome de ringue Tiffany Stratton, derrotando Amari Miller. O encontro entre as duas foi transmitido três dias depois.
Ela estreou na marca de desenvolvimento da WWE, NXT como vilã, assumindo uma gimmick de garota rica e mimada, onde em 28 de dezembro de 2021, ela derrotaria Fallon Henley. Ela começaria uma rivalidade com Sarray que custaria vitórias um ao outro, dando assim uma luta entre elas. A rivalidade culminaria no episódio de 19 de abril de 2022 do NXT, onde Stratton foi vitoriosa, encerrando assim a rivalidade. Em 26 de maio, Stratton fez parte do Torneio BreakOut Feminino do NXT, substituindo Nikkita Lyons depois que ela sofreu uma lesão, derrotando Fallon Henley nas semifinais. No entanto, ela foi derrotada na final por Roxanne Perez. Stratton então começou uma rivalidade com Wendy Choo, derrotando-a no The Great American Bash, mas perdeu para ela em uma luta lights out no episódio de 23 de agosto do NXT.
Depois de um tempo fora de ação devido a um ferimento na cabeça relatado em outubro de 2022, Stratton voltou em 10 de janeiro de 2023, no NXT: New Year's Evil, onde ela fez uma promoção mostrando uma atitude afirmativa para ela persona de garota rica, embora ela tenha abandonado a parte de 'garota do papai' de sua gimmick. Em sua primeira luta de volta, ela obteve uma vitória sobre Indi Hartwell no episódio de 24 de janeiro do NXT. Depois de derrotar Hartwell novamente, Stratton se classificou para uma luta de escadas pelo Campeonato Feminino do NXT, que ocorreu no NXT Stand & Deliver em 1º de abril, embora ela não tenha conseguido conquistar o título. Em maio, Stratton participou de um torneio de eliminação única de oito mulheres, no qual derrotou Gigi Dolin nas quartas de final, Roxanne Perez nas semifinais e Lyra Valkyria nas finais no NXT Battleground para ganhar o Campeonato Feminino do NXT, marcando seu primeiro título em sua carreira. Em 27 de junho, na segunda semana do Gold Rush, Stratton defendeu com sucesso seu título em sua primeira defesa de título contra Thea Hail da Chase University. Durante a partida, Hail finalizou Stratton, no entanto, o árbitro foi distraído por Drew Gulak, antes de Stratton finalmente vencer a partida. Isso levou Stratton a defender o título contra Hail em 30 de julho no The Great American Bash em uma finalização, onde Stratton mais uma vez reteve seu título depois que Andre Chase, da Chase University, jogou uma toalha onde Stratton prendeu Hail em meio caranguejo. No episódio de 12 de setembro do NXT, Stratton perdeu o título para Becky Lynch, encerrando seu reinado após 107 dias. Ela tentou recuperar o título no evento principal do NXT No Mercy, em 30 de setembro, mas não conseguiu vencer Lynch em uma luta Extreme Rules.
No episódio de 7 de novembro do NXT, Stratton derrotou Fallon Henley para se classificar para o Iron Survivor Challenge no NXT Deadline, em 9 de dezembro, que foi vencido por Blair Davenport. No NXT: New Year's Evil, em 2 de janeiro de 2024, Stratton enfrentou Henley em uma luta com a estipulação de "ranch hand ou serva por um dia", mas foi derrotada, o que a obrigou a trabalhar no rancho de Henley na semana seguinte. Essa foi sua última aparição no NXT. No dia 27 de janeiro, no Royal Rumble, Stratton entrou na luta Royal Rumble feminina como número 29, sendo uma das duas representantes do NXT. Ela eliminou Roxanne Perez, mas foi eliminada junto com Bianca Belair pela vencedora do combate, Bayley.

#### Campeã Feminina da WWE (2024–presente)
No episódio de 2 de fevereiro do SmackDown, Stratton assinou oficialmente com a marca SmackDown. Stratton derrotou Zelina Vega no episódio de 16 de fevereiro do SmackDown para se qualificar para a luta Elimination Chamber feminina no evento Elimination Chamber: Perth. No evento de 24 de fevereiro, Stratton recebeu grande apoio do público australiano, eliminando Naomi antes de ser eliminada por Liv Morgan, o que levou a uma reação negativa do público, com muitos vaiando. Durante a luta Elimination Chamber masculina, o público também cantou o seu bordão "Tiffy Time". Ela competiu pelo Campeonato Feminino da WWE em uma luta triple threat no Backlash France, mas não teve sucesso. Após isso, formou uma aliança com Nia Jax, campeã feminina da WWE e vencedora do Queen of the Ring. Em 6 de julho, Stratton venceu a luta Money in the Bank feminina no evento de mesmo nome. No Survivor Series WarGames, em 30 de novembro, Stratton participou de sua primeira luta WarGames, ao lado de Jax, Morgan, Raquel Rodriguez e Candice LeRae, contra Naomi, Bayley, Bianca Belair, Rhea Ripley e Iyo Sky, mas sua equipe saiu derrotada. No episódio de 3 de janeiro de 2025 do SmackDown, Stratton usou seu contrato Money in the Bank para desafiar Nia Jax (após ajudar Jax a defender o título contra Naomi e se virar contra Jax e LeRae) e conquistar o Campeonato Feminino da WWE. No episódio de 17 de janeiro do SmackDown, Stratton derrotou Bayley para reter o título em sua primeira defesa.

## Estilo e personalidade de luta profissional
Com sua formação em ginástica de trampolim, Woynilko usa o triplo salto lunar, que é chamado de "o mais bonito salto lunar de todos os tempos", como sua manobra final.
A persona de luta livre de Woynilko é inspirada em Paris Hilton e no personagem de Sharpay Evans do filme High School Musical.

## Outras mídias
| Ano  | Título        | Papel            | Notas                 |
| ---- | ------------- | ---------------- | --------------------- |
| 2023 | WWE SuperCard | Tiffany Stratton |                       |
| 2023 | WWE 2K23      | Tiffany Stratton | Pretty Sweet Pack DLC |
| 2024 | WWE 2K24      | Tiffany Stratton |                       |
| 2025 | WWE 2K25      | Tiffany Stratton |                       |

## Vida pessoal
Woynilko cita Charlotte Flair como aquela que a inspirou a se tornar uma lutadora profissional. Woynilko está em um relacionamento com o também lutador profissional Marcel Barthel, mais conhecido como Ludwig Kaiser, desde 2022.

## Títulos e prêmios

### Ginástica
| Evento                                  | Data                    | Localização                | Lugar e esporte                       |
| --------------------------------------- | ----------------------- | -------------------------- | ------------------------------------- |
| Clássico de inverno 2016                | 20 de fevereiro de 2016 | Battle Creek, Michigan     | 2º lugar – DM (Aberto)                |
| Desafio Elite 2016                      | 7 de maio de 2016       | Colorado Springs, Colorado | 4º lugar – TR (Aberto); 5º lugar – DM |
| Campeonato de Ginástica dos EUA de 2016 | 12 de junho de 2016     | Providence, Rhode Island   | 7º lugar – TR (Aberto); 3º lugar – DM |
| Clássico de inverno 2017                | 25 de fevereiro de 2017 | Battle Creek, Michigan     | 7º lugar – DM                         |
| Desafio Elite 2017                      | 20 de maio de 2017      | Colorado Springs, Colorado | 7º lugar – TR (Aberto)                |

### Luta profissional
- ESPN

Stratton é uma vez e atual campeã feminina da WWE.

  - ESPN a colocou em #18ª dos 30 melhores lutadores profissionais com menos de 30 anos em 2024[56]
- Women's Wrestling Fan Awards
  - Estrela Revelação do Ano (2023)[57]
- Pro Wrestling Illustrated
  - PWI a colocou na #25ª posição das 250 melhores lutadoras individuais no PWI Women's 250 em 2023[58]
- WWE
  - Campeonato Feminino da WWE (1 vez, atual)[59]
  - Campeonato Feminino do NXT (1 vez)[60]
  - Money in the Bank Feminino (2024)
  - Torneio do Campeonato Feminino do NXT (2023)[19]
  - NXT Year-End Award
    - Superstar Feminina do Ano (2023)[61]

  - Slammy Award (1 vez)
    - Superstar do Ano do NXT (2024)